# Збагачувальна фабрика Космос
Збагачувальна фабрика Космос — підприємство гірничодобувної галузі на заході Австралії.
У 1999 році почалась розробка нікелевого родовища Космос, для переробки руди якого в квітні 2000-го ввели в дію збагачувальну фабрику. Вона використовувала метод флотації та продукувала концентрат із вмістом нікелю 20 %, який вивозили комбінованим (автотранспорт/залізниця) методом до порту Есперанс для експорту. Проєктна потужність фабрики становила 150 тисяч тонн руди та 10 тисяч тонн нікелю на рік. Також відомо, що до лютого 2004-го переробили 520 тисяч тонн руди та випустили 217 тисяч тонн концентрату, досягнувши при цьому рівень вилучення нікелю у 95,3 %.
У другій половині 2000-х на Космос узялись за вилучення руди з суттєво меншим вмістом нікелю. Крім того, сюди почались поставки продукції рудника Просперо, який знаходився за кілька кілометрів південніше та досягнув будівельної готовності у 2007 році. Як наслідок, проєктну потужність фабрики збільшили до 450 тисяч тонн на рік (а фактичний рівень переробки в 2010-му становив 383 тисячі тонн).
У 2011 та 2012 роках на тлі несприятливої цінової ситуації роботи на Просперо та Космос припинили.
У 2023-му Космос відновив роботу, при цьому вилучали руду зі ще нижчим вмістом нікелю. Як наслідок, потужність збагачувальної фабрики довели до 1,1 млн тонн руди на рік. Втім, уже у 2024-му на тлі чергового погіршення цінової ситуації роботу Космос зупинили, при цьому встигли переробити лише 0,3 млн тонн руди.